# Milan Kymlicka
Pour les articles homonymes, voir Kymlicka.
Milan Kymlicka est un compositeur canadien né le 15 mai 1936 à Louny (Tchécoslovaquie) et mort le 9 octobre 2008 à Toronto (Canada).

## Filmographie
- 1965 : O ctverecce a trojúhelníckovi
- 1970 : The Last Act of Martin Weston
- 1971 : Réincarnation (The Reincarnate) de Don Haldane
- 1972 : Wedding in White
- 1988 : The King Chronicle, Part 1: Mackenzie King and the Unseen Hand
- 1988 : The King Chronicle, Part 2: Mackenzie King and the Great Beyond
- 1988 : The King Chronicle, Part 3: Mackenzie King and the Zombie Army
- 1989 : Mindfield
- 1989 : Le Triomphe de Babar (Babar: The Movie)
- 1990 : Falling Over Backwards
- 1990 : Simon les nuages
- 1990 : Amityville : La Malédiction (The Amityville Curse) (vidéo)
- 1991 : L'assassin jouait du trombone
- 1991 : Prémonitions (Psychic)
- 1992 : Change of Heart (en)
- 1992 : The Real Story of Happy Birthday to You
- 1993 : La Florida
- 1993 : Deadbolt (TV)
- 1993 : Le Voisin (en) (The Neighbor)
- 1993 : Matusalem
- 1994 : The Paper Boy
- 1994 : Stalked
- 1994 : La Vie d'un héros
- 1995 : La Roumanie, ma mère et moi
- 1995 : V'la l'cinéma ou le roman de Charles Pathé (TV)
- 1995 : Margaret's Museum
- 1996 : Sci-fighters
- 1996 : L'Histoire sans fin (Unendliche Geschichte, Die) (série télévisée)
- 1996 : Les Exploits d'Arsène Lupin (série télévisée)
- 1997[réf. nécessaire] : Little Men
- 1997 : La Vengeance de la femme en noir
- 1997 : Dancing on the Moon
- 1997 : Matusalem II : le dernier des Beauchesne
- 1998 : Les Dessous du crime (Dead End)
- 1998 : Le Monde perdu (The Lost World)
- 1998 : Vivre à Plumfield (Little Men) (en)
- 1998 : Les Enfants de Plumfield (en) (Little Men) (série télévisée)
- 1999 : Running Home
- 1999 : Requiem for Murder
- 1999 : Kayla
- 1999 : Návrat ztraceného ráje
- 2000 : Frayeur à domicile (Frozen with Fear)
- 2000 : Le Fossile (Two Thousand and None)
- 2000 : Éternelle vengeance (Revenge)
- 2001 : Bluehair
- 2001 : La Forteresse suspendue
- 2002 : O ztracené lásce (série télévisée)
- 2003 : Mazaný Filip
- 2004 : Folle Embellie
- 2004 : The Question of God: Sigmund Freud & C.S. Lewis (TV)